# Provost
Provost är en ort i Kanada.   Den ligger i provinsen Alberta, i den centrala delen av landet, 2 600 km väster om huvudstaden Ottawa. Provost ligger 666 meter över havet och antalet invånare är 2 082. Den ligger vid sjön Fleeinghorse Lake.
Terrängen runt Provost är platt. Runt Provost är det ganska glesbefolkat, med 24 invånare per kvadratkilometer.. 
Trakten runt Provost består till största delen av jordbruksmark.